# Openluchtfestival van Szeged

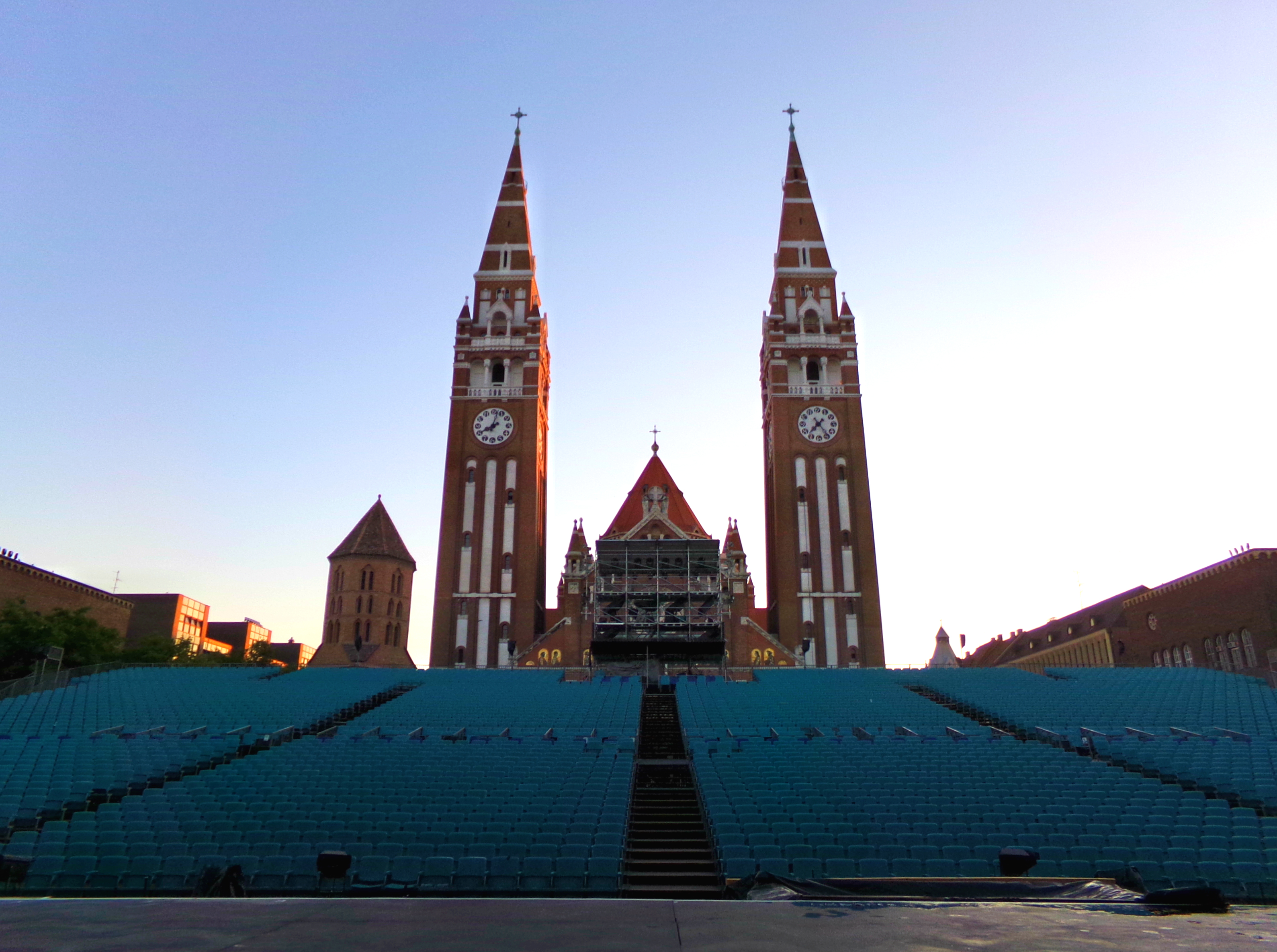
De tribune in 2015 naar het noordoosten

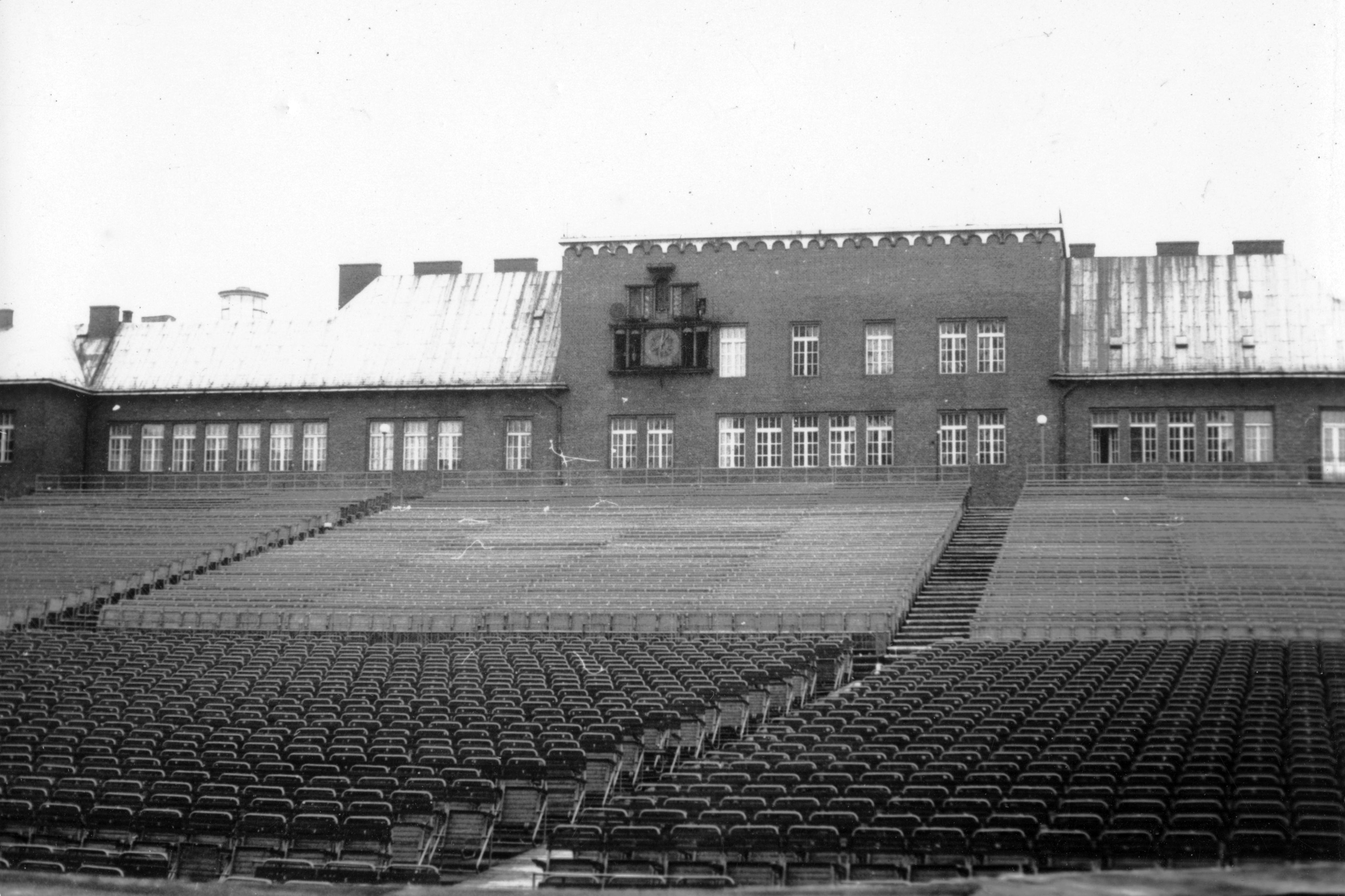
De tribune in 1965 naar het zuidwesten

Het Openluchtfestival van Szeged (Szegedi Szabadtéri Játékok) is een theater- en muziekevenement in de Hongaarse stad Szeged, dat sinds 1931 wordt georganiseerd op het plein voor de Domkerk. 
De eerste editie van het festival was een uitvoering van het toneelstuk Magyar passió van Géza Voinovich op 13 en 14 juni 1931. Het plein voor de nog maar net ingewijde domkerk was toen nog niet gereed, maar de inwijdingsfeesten waren een geschikte generale repetitie gebleken. In 1932 werd elders in de stad in de openlucht een toneelstuk opgevoerd, maar bij de derde editie, die van in 1933, was er op het voltooide Domplein een tribune opgesteld. In dat jaar werd het toneelstuk De tragedie van de mens van Imre Madách opgevoerd, een stuk dat tot 1939 steeds op het programma zou blijven staan. Vanaf 1936 nam de stad Szeged de organisatie van het steeds breder opgezette, maar verlieslijdende festival over. Na 1939 bleef het twintig jaar stil rond het festival.
In 1959 werd de traditie weer opgepakt met een opvoering van de opera Hunyadi László van Ferenc Erkel. Tot de mijlpalen in de geschiedenis van het festival behoort de eerste Oost-Europese opvoering van de musical Jesus Christ Superstar in 1986.
In 1994 werden de permanente tribunes op het Domplein vervangen door nieuwe, mobiele tribunes, die plaats bieden aan 4000 toeschouwers.